# Liste der Einträge im National Register of Historic Places im Pike County (Missouri)

Lage des Pike County in Missouri

Die Liste der Einträge im National Register of Historic Places im Pike County in Missouri führt alle 21 Bauwerke und historischen Stätten im Pike County auf, die in das National Register of Historic Places aufgenommen wurden.

## Legende
| NRHP | Historic Place             |
| HD   | Historic District          |
| NHL  | National Historic Landmark |

## Aktuelle Einträge
| [ 3 ] | Name                                               | Bild                                           | Eintragsdatum                 | Lage | Ort           | Beschreibung |
| ----- | -------------------------------------------------- | ---------------------------------------------- | ----------------------------- | --- | ------------- | ------------ |
| 1     | Lock and Dam No. 24 Historic District              | Lock and Dam No. 24 Historic District          | 2004 ID-Nr. 04000183          | 350 North First Street 39° 22′ 36″ N, 90° 54′ 30″ W                                                                | Clarksville   |              |
| 2     | Charles Bacon House                                | Charles Bacon House                            | 1990 ID-Nr. 90001104          | 819 Kentucky Street 39° 26′ 57″ N, 91° 3′ 13″ W                                                                    | Louisiana     |              |
| 3     | Capt. George and Attella Barnard House             | Capt. George and Attella Barnard House         | 2000 ID-Nr. 00000309          | 2009/2109 Georgia Street 39° 26′ 32″ N, 91° 3′ 53″ W                                                               | Louisiana     |              |
| 4     | Bethel Chapel AME Church                           | Bethel Chapel AME Church                       | 1995 ID-Nr. 95000926          | 6th Street Ecke Tennessee Street 39° 26′ 58″ N, 91° 3′ 2″ W                                                        | Louisiana     |              |
| 5     | City Market                                        | City Market                                    | 2005 ID-Nr. 05000203          | 125 South Main Street 39° 27′ 6″ N, 91° 2′ 46″ W                                                                   | Louisiana     |              |
| 6     | James Beauchamp Clark House                        |                                                | 1976 ID-Nr. 76001114          | 204 East Champ Clark Drive 39° 20′ 29″ N, 91° 11′ 27″ W                                                            | Bowling Green |              |
| 7     | Clarksville Historic District                      | Clarksville Historic District                  | 1991 ID-Nr. 91000489          | Abgegrenzt durch Lewis Street, Front Street, Virginia Street und 3rd Street 39° 22′ 11″ N, 90° 54′ 16″ W           | Clarksville   |              |
| 8     | Clifford-Wyrick House                              | Clifford-Wyrick House                          | 1984 ID-Nr. 84002600          | 105 South 2nd Street 39° 22′ 13″ N, 90° 54′ 18″ W                                                                  | Clarksville   |              |
| 9     | Georgia Street Historic District                   | Georgia Street Historic District               | 1987 ID-Nr. 87000653          | Georgia Street zwischen Main Street und 7th Street 39° 26′ 57″ N, 91° 2′ 56″ W                                     | Louisiana     |              |
| 10    | Goodman-Stark House                                | Goodman-Stark House                            | 1994 ID-Nr. 94001205          | 601 North 3rd Street 39° 27′ 14″ N, 91° 3′ 0″ W                                                                    | Louisiana     |              |
| 11    | Griffith-McCune Farmstead Historic District        |                                                | 1992 ID-Nr. 92001001          | MO WW nordöstlich von Eolia 39° 17′ 20″ N, 90° 58′ 17″ W                                                           | Eolia         |              |
| 12    | Louisiana Chicago & Alton Railroad Depot           | Louisiana Chicago & Alton Railroad Depot       | 2006 ID-Nr. 06000472          | 801 South 3rd Street 39° 26′ 49″ N, 91° 2′ 38″ W                                                                   | Louisiana     |              |
| 13    | Louisiana Public Library                           | Louisiana Public Library                       | 12. Apr. 1996 ID-Nr. 96000401 | 121 North 3rd Street 39° 27′ 2″ N, 91° 2′ 51″ W                                                                    | Louisiana     |              |
| 14    | Luce-Dyer House                                    | Luce-Dyer House                                | 1982 ID-Nr. 82003157          | 220 North 3rd Street 39° 27′ 4″ N, 91° 2′ 54″ W                                                                    | Louisiana     |              |
| 15    | Meloan, Cummins & Co., General Store               | Meloan, Cummins & Co., General Store           | 1993 ID-Nr. 93000571          | Middle Street Ecke Water Street 39° 15′ 45″ N, 90° 54′ 2″ W                                                        | Paynesville   |              |
| 16    | North Third Street Historic District               | North Third Street Historic District           | 2005 ID-Nr. 05000912          | Abgegrenzt durch Georgia Street, Noyes Street, North 3rd Street und North Water Street 39° 27′ 14″ N, 91° 2′ 56″ W | Louisiana     |              |
| 17    | Northern Methodist Episcopal Church of Clarksville |                                                | 1991 ID-Nr. 91000487          | 309 Smith Street 39° 22′ 3″ N, 90° 54′ 14″ W                                                                       | Clarksville   |              |
| 18    | Pike County Hospital                               | Pike County Hospital                           | 2006 ID-Nr. 06000862          | 2407 West Georgia Street 39° 26′ 32″ N, 91° 3′ 52″ W                                                               | Louisiana     |              |
| 19    | St. John’s Episcopal Church                        |                                                | 1970 ID-Nr. 70000346          | Am Nordrand von Eolia 39° 14′ 58″ N, 91° 0′ 29″ W                                                                  | Eolia         |              |
| 20    | Gov. Lloyd Crow Stark House and Carriage House     | Gov. Lloyd Crow Stark House and Carriage House | 1987 ID-Nr. 87002142          | 1401 Georgia Street 39° 26′ 40″ N, 91° 3′ 30″ W                                                                    | Louisiana     |              |
| 21    | Turner-Pharr House                                 | Turner-Pharr House                             | 1991 ID-Nr. 91000488          | 101 North Fourth Street 39° 22′ 11″ N, 90° 54′ 25″ W                                                               | Clarksville   |              |